# Hyporthodus nigritus
Espèce
Synonymes
- Epinephelus nigritus  Holbrook, 1855[1]

Statut de conservation UICN

 NT  : Quasi menacé
Hyporthodus nigritus, appelé communément Mérou Varsovie ou Mérou polonais, est une espèce de poissons marins de la famille des Serranidae, située dans les eaux occidentales de l'océan Atlantique, dans le Golfe du Mexique et dans les Caraïbes.

## Répartition
Hyporthodus nigritus se rencontre dans les eaux tropicales de l'Atlantique Ouest depuis les Bermudes, au large de la Virginie et du Massachusetts jusqu'au sud de la Floride. Il est également présent dans le Golfe du Mexique, le long des côtes du Texas et de la Louisiane et au large du Mexique depuis Tuxpan jusqu'à Arrecife Alacrán. Dans les Caraïbes, sa présence a été observée au large de Cuba, d'Hispaniola, du Golfe du Venezuela et de Trinité-et-Tobago, puis vers le sud jusqu'à Rio de Janeiro au Brésil. Des signalements existent dans l'ouest du Honduras et en Colombie.
Il évolue à une profondeur variant de 25 à 525 m.

## Description
Hyporthodus nigritus se distingue par une couleur brun rougeâtre foncé à presque noir sur le dos, gris rougeâtre en dessous.
Il a une longueur moyenne est d'environ 230 cm et son poids total peut atteindre 200 kg. Il a un taux de croissance lent avec une maturité de 9 ans et sa longévité est d'environ 41 ans. La durée d'une génération est estimée à 25 ans. C'est une espèce hermaphrodite protogyne.
C'est une espèce solitaire que l'on trouve généralement dans les fonds rocheux et dans un substrat dur. Les jeunes poissons sont parfois observés sur les jetées et sur les récifs peu profonds. Les adultes se nourrissent de crabes, de crevettes, de homards et de poissons.

## Menaces et conservation
Malgré le manque de données, Hyporthodus nigritus est soupçonné de connaître de graves déclins dans ses aires de répartition aux États-Unis, au Mexique et au Brésil, probablement due par la surpêche. 
Plusieurs mesures de conservation aux États-Unis ont été mises en place pour réduire la pêche et certaines zones connaissent des fermetures spatiales. Cette espèce est classée dans la catégorie Quasi menacée par l'IUCN depuis 2018. Avant cette date, son statut était considéré en tant qu'espèce en danger critique d'extinction mais il a été revu à la suite d'une meilleure application des critères de la liste rouge.